# Xturbino
Xturbino - Штурбино (rus) - és un poble de la República d'Adiguèsia, a Rússia. Es troba a 28 km a l'est de Krasnogvardéiskoie i a 52 km de la vora dreta del riu Guiagà, al nord-oest de Maikop, la capital de la república.
Pertany al municipi d'Uliap.